# Meine Freunde Tigger und Puuh: Das entlaufene Rentier
Meine Freunde Tigger und Puuh: Das entlaufene Rentier (Originaltitel: Super Sleuth Christmas Movie) ist ein US-amerikanischer Weihnachtsfilm aus dem Jahr 2007 unter der Regie von Don MacKinnon, der auf der Playhouse-Disney-Fernsehserie Meine Freunde Tigger und Puuh basiert. Der erste Film zur Serie wurde am 20. November 2007 als Direct-to-Video veröffentlicht. Die Premiere fand am 6. Dezember 2008 bei Playhouse Disney statt.

## Handlung
Eines Dezembers verbringen Darby und Buster den Abend in Winnie Puuhs Haus mit ihren Freunden aus dem Hundert-Morgen-Wald.
Beim Spielen draußen finden Ruh und Lumpi einen roten Sack und ein Rentier namens Holly, das in einem Dickicht steckt. Holly erklärt, dass sie eines der Rentiere des Weihnachtsmanns ist und nach dem magischen Sack des Weihnachtsmanns sucht, nachdem dieser während eines Übungslaufs von seinem Schlitten gefallen ist. Ruh und Lumpi haben den Sack, aber Holly weiß nicht, wie sie wieder nach Hause kommt.
Alle Freunde machten sich auf den Weg zum Nordpol. Nach einigen Schwierigkeiten, darunter dem Verlust von Tiggers Maske, erwägt die Gruppe aufzugeben, aber Darby überzeugt sie, weiterzumachen. Sie entdecken riesige Schneemänner, die zum Leben erwachen und den Weg zum Nordpol ebnen. Sie geben den Sack dem Weihnachtsmann zurück, und er fährt mit ihnen allen in seinem Schlitten hinaus, um ihnen Geschenke zu überbringen. Der Weihnachtsmann bringt die Freunde rechtzeitig nach Hause, um Weihnachten bei Puuh zu Hause zu feiern.